# Тридекан
Тридека́н (н-тридекан) — органічна сполука класу алканів з емпіричною формулою C13H28.

## Фізичні властивості
При нормальних умовах речовина являє собою безбарвну легкозаймисту рідину, густиною 0,7568 г/мл, нерозчинну у воді, проте добре розчинну в неполярних розчинниках.

## Хімічні властивості
- Реакція горіння

С13Н28 + 20О2 → 13СО2 + 14Н2О
- Окиснення

При каталітичному окисненні н-тридекану в рідкій фазі А.Н. Башкіров отримав додециловий спирт і лауриновий альдегід .
СН3-(СН2)11-СН3 + О2 → СН3-(СН2)11-СН2-ООН → СН3-(СН2)10-СНО + СН3ОН (лауриновий альдегід) → СН3-(СН2)10-СООН (лауринова кислота) 

СН3-(СН2)11-СН3 + О2 → СН3-(СН2)11-СН2-ООН → СН3-(СН2)10-СН2ОН + НСНО (додециловий спирт)→ СН3-(СН2)10-СООН (лауринова кислота)
При окисненні в рідкій фазі в присутності слабких кислот процес можна затримати на стадії утворення спирту: слабкі кислоти, наприклад оцтова і, особливо борна, етеріфікують спирт і припиняють або сповільнюють його подальше окиснення. Присутність перманганату, навпаки, сприяє окисненню в карбонові кислоти.

## Застосування
Тридекан міститься у нафтопродуктах, і як один з компонентів входить до складу дизельних палив.

## Ізомери
Теоретично можливо 802 структурних ізомера с таким числом атомів.